# Nissequogue
Nissequogue és una població dels Estats Units a l'estat de Nova York. Segons el cens del 2000 tenia 1.543 habitants.

## Demografia
Segons el cens del 2000, Nissequogue tenia 1.543 habitants, 533 habitatges, i 455 famílies. La densitat de població era de 158 habitants per km².
Dels 533 habitatges en un 36% hi vivien nens de menys de 18 anys, en un 79,2% hi vivien parelles casades, en un 4,5% dones solteres, i en un 14,6% no eren unitats familiars. En el 12,2% dels habitatges hi vivien persones soles el 4,3% de les quals corresponia a persones de 65 anys o més que vivien soles. El nombre mitjà de persones vivint en cada habitatge era de 2,89 i el nombre mitjà de persones que vivien en cada família era de 3,15.
Per edats la població es repartia de la següent manera: un 25,6% tenia menys de 18 anys, un 4,4% entre 18 i 24, un 25,3% entre 25 i 44, un 32,9% de 45 a 60 i un 11,9% 65 anys o més.
L'edat mediana era de 42 anys. Per cada 100 dones de 18 o més anys hi havia 100,7 homes.
La renda mediana per habitatge era de 140.786 $ i la renda mediana per família de 157.973 $. Els homes tenien una renda mediana de 100.000 $ mentre que les dones 69.167 $. La renda per capita de la població era de 63.148 $. Entorn de l'1,1% de les famílies i el 2,4% de la població estaven per davall del llindar de pobresa.